# Bezirk Althofen
Der Bezirk Althofen war ein von 1854 bis 1868 bestehender Gemischter Bezirk im Herzogtum Kärnten. Das Gemischte Bezirksamt hatte seinen Sitz in Althofen.

## Zuständigkeit
Das Bezirksamt Althofen war für Verwaltungsaufgaben und für Gerichtsaufgaben der untersten gerichtlichen Instanz zuständig und war somit ein sogenanntes Gemischtes Bezirksamt.
Als Untersuchungsgericht war für den Bezirk Althofen jedoch das Bezirksamt Sankt Veit zuständig. Und für die Grundlastenablösungs- und Regulierungsgeschäfte im Bezirk Althofen war das Bezirksamt Friesach zuständig.

## Geschichte
Im Zuge der Reformen in Österreich nach der Revolution 1848/1849 wurden als neue Behörden die Bezirkshauptmannschaften für die politische Verwaltung sowie die Bezirksgerichte als unterste gerichtliche Instanz geschaffen. Diese Trennung von Verwaltung und Gerichtsbarkeit blieb aber nicht lange aufrecht: 1854 wurden die Bezirkshauptmannschaften und die Bezirksgerichte wieder aufgelöst und stattdessen Bezirksämter geschaffen, die in den meisten Fällen sowohl für politische als auch für gerichtliche Aufgaben zuständig waren und daher Gemischte Bezirksämter genannt wurden. 1868 stellte man die Trennung zwischen Verwaltung und Gerichtsbarkeit wieder her.
Das Gemischte Bezirksamt Althofen nahm seine Tätigkeit am 31. Oktober 1854 auf. Per 31. August 1868 wurde es aufgelöst.
Die politische Verwaltung wurde danach wieder durch die Bezirkshauptmannschaft Sankt Veit ausgeübt, und für die Gerichtsbarkeit wurde das Bezirksgericht Althofen zuständig.

## Größe

### Gemeinden
Der Bezirk Althofen umfasste folgende Gemeinden:
- Althofen
- Guttaring
- Hüttenberg
- Krasta
- Lölling
- Rabing
- St. Johann am Pressen
- St. Martin am Silberberg
- Silberegg
- Treibach
- Waitschach

### Fläche
Der Bezirk hatte eine Fläche von etwa 276 km².

### Einwohner
Der Bezirk hatte 10 963 Einwohner.

## Beamte
- Vorsteher: Johann Schuller
- Adjunct: Joseph Gregoritsch[4]